# Bradisisme
El bradisisme (del grec, Βραδύς, bradýs -lent- i, seismós -sacsejada-) és un fenomen lligat al vulcanisme, bastant comú en l'àrea vesuviana, en especial en els Camps Flegreus (Nàpols), que precisament reben el seu nom del grec antic, Φλέγραιος, phlegraios (ardents).

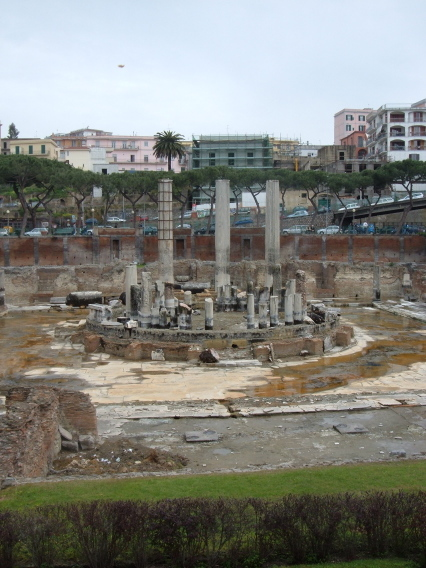
L'anomenat Serapeo de Pozzuoli (en realitat mercat, un dels més grans de l'Imperi Romà), important testimoni del fenomen del bradisisme.

Consisteix en un periòdic descens (bradisisme negatiu) o ascens (bradisisme positiu) del nivell del terra, relativament lent per a l'escala del temps humà (normalment és de l'ordre d'un centímetre a l'any), però molt veloç per al temps geològic. Passa desapercebut per a qui es trobi allà, però es pot reconèixer visualment en la línia de costa, mostrant la progressiva immersió o emersió del territori.
Generalment tal fenomen és a causa de variacions de volum d'una cambra magmàtica propera a la superfície que es buida i s'omple o fins i tot a variacions de calor que influeixen en el volum d'aigua continguda en subsòls molt porosos.
Una altra teoria parla d'ones magmàtiques que al seu pas portarien primer a un ascens i després a un descens de la crosta terrestre en els punts en els quals aquesta resultés més fina.
El fenomen contrari, és a dir un moviment diferencial de la litosfera que es caracteritzi per la seva rapidesa i sensibilitat, es coneix com a taquisisme.